# Ultramen
Ultramen est un groupe brésilien de rock, originaire de Porto Alegre. Le groupe mélange différents rythmes tels que le rock, le funk, le hip-hop, le samba rock, la soul et le reggae d'une manière unique, dans un style très particulier qu'il est difficile d'étiqueter. La formation comprend Tonho Crocco (chant), Chico Paixão (guitare), Pedro Porto (basse), Zé Darcy (batterie), Malásia (percussions), DJ Anderson (turntablism) et Leonardo Boff (claviers).

## Histoire
En 2000, Olelê sort, enregistré dans une ferme de la ville de Morungava et masterisé à Rio de Janeiro, avec de nombreux morceaux diffusés sur les stations de radio du Rio Grande do Sul et du Brésil, telles que Preserve, A Estrada Perdida, General et Dívida, cette dernière réenregistrée et interprétée par d'autres artistes brésiliens tels que Sambô et Thiaguinho et enregistrée dans un clip vidéo produit par Cláudio Veríssimo. À l'époque, le groupe a atteint un niveau élevé de performances en concerts et dans des émissions de radio et de télévision et le guitariste Júlio Porto décide de partir.
En 2001, la radio Atlântida FM distribue une édition limitée de l'album A Era do Rádio ao Vivo, qui comprend des concerts en studio et au bar Manara de Porto Alegre, désormais disparu. En 2002, le groupe sort O Incrível Caso da Música Que Encolheu e Outras Histórias, produit à São Paulo par Daniel Ganjaman, avec les morceaux Santo Forte, Alto e Distante Daqui et Máquina do Tempo.
En 2005, le CD/DVD Acústico MTV : Bandas Gaúchas, dans lequel le groupe partage la scène avec Bidê o Balde, Cachorro Grande et Wander Wildner. Un an plus tard, le groupe sort un autre album studio, Capa Preta (2006),, contenant les titres Tubarãozinho, qui donne lieu à un autre clip produite par Cláudio Veríssimo, et É Proibido, qui sont tous deux largement diffusés dans les médias.
En 2008, le groupe annonce une pause à durée indéterminée. Le 7 mars 2013, le groupe se produit à l'Opinião à Porto Alegre, la même salle où il avait donné l'un de ses derniers concerts en 2008, ce qui donne lieu au CD/DVD Máquina do Tempo, sorti en 2016 sur le label Hearts Bleed Blue.
En 2018, le groupe sort son cinquième album studio, Tente Enxergar, avec un mélange de rythmes et des titres tels que Felicidade Espacial, Pineal et O Chaveiro.

## Discographie

### Albums studio
- 1998 : Ultramen
- 2000 : Olelê
- 2002 : O Incrível Caso da Música Que Encolheu e Outras Histórias
- 2006 : Capa Preta
- 2018 : Tente Enxergar

### Albums live
- 2005 : Acústico MTV: Bandas Gaúchas (avec Bidê ou Balde, Cachorro Grande et Wander Wildner)
- 2016 : Máquina do Tempo

## Distinctions

### Prêmio Açorianos
| Année | Catégorie                   | Nommé      | Résultat   | Réf    |
| ----- | --------------------------- | ---------- | ---------- | ------ |
| 1997  | Groupe musical              | Ultramen   | Nomination | [ 6 ]  |
| 1998  | Album de rock, pop ou blues | Ultramen   | Nomination | [ 7 ]  |
| 1998  | Espetáculo                  | Ultramen   | Nomination | [ 7 ]  |
| 1999  | Groupe de pop/rock          | Ultramen   | Lauréat    | [ 8 ]  |
| 2000  | Groupe de pop/rock          | Ultramen   | Lauréat    | [ 9 ]  |
| 2000  | Album de pop/rock           | Olelê      | Lauréat    | [ 9 ]  |
| 2000  | Musique ou chanson          | Peleia     | Lauréat    | [ 9 ]  |
| 2004  | Groupe de l'année           | Ultramen   | Nomination | [ 10 ] |
| 2006  | Album de pop                | Capa Preta | Lauréat    | [ 11 ] |